# Condado de Carbon (Montana)
El condado de Carbon (en inglés: Carbon County), fundado en 1895, es uno de los 56 condados del estado estadounidense de Montana. En el año 2000 tenía una población de 9.552 habitantes con una densidad poblacional de 2 personas por km². La sede del condado es Red Lodge.

## Geografía
Según la Oficina del Censo, el condado tiene un área total de 5341 km² (2062,2 mi²), de la cual 5304 km² (2047,9 mi²) es tierra y 36 km² (13,9 mi²) (0,69%) es agua.

### Condados adyacentes
- Condado de Park - oeste
- Condado de Stillwater - norte
- Condado de Yellowstone - noreste
- Condado de Big Horn (Montana) - este
- Condado de Big Horn (Wyoming) - sureste
- Condado de Park (Wyoming) - sur

## Carreteras
- U.S. Highway 212
- U.S. Highway 310
- Carretera Estatal de Montana 72
- Carretera Estatal de Montana 78

## Demografía
En el 2000 la renta per cápita promedia del condado era de $32 139, y el ingreso promedio para una familia era de $38 405. En 2000 los hombres tenían un ingreso per cápita de $30 226 versus $19 945 para las mujeres. El ingreso per cápita para el condado era de $17 204. Alrededor del 11,60% de la población estaba bajo el umbral de pobreza nacional.

## Comunidades

### Ciudad
- Red Lodge

### Pueblos
- Bearcreek
- Bridger
- Fromberg
- Joliet

### Lugar designado por el censo
- Belfry

### Otras comunidades
- Boyd
- Edgar
- Fox
- Luther
- Roberts
- Rockvale
- Roscoe
- Silesia
- Warren
- Washoe